# Jag ska stanna hos dig
Jag ska stanna hos dig är en låt skriven och framförd av Max Linder. Den släpptes 23 september 2011 på Vanukka Records och nådde som bäst plats nummer 15 på iTuneslistan, och plats 41 på Digilistan vecka 40 2011. Låten har använts i en reklamfilm för Lönneberga skinka.